# Liste der denkmalgeschützten Objekte in Parndorf
Die Liste der denkmalgeschützten Objekte in Parndorf enthält die 11 denkmalgeschützten, unbeweglichen Objekte der Gemeinde Parndorf im Burgenland (Bezirk Neusiedl am See).

## Denkmäler
| Foto |                 | Denkmal                                                                                                | Standort                                                                                               | Beschreibung | Metadaten |
| ---- | --------------- | --- | --- | --- | --- |
| ja   | Datei hochladen | Antonisäule/-kreuz HERIS-ID: 10122 Objekt-ID: 6175                                                     | Antoniweg Standort KG: Parndorf                                                                        | Tabernakelbildstock an einer ehemaligen Straßenkreuzung im Norden von Parndorf in der Flur Slobodne polje/Freiäcker. Die Kreuzung bestand bis in das 19. Jahrhundert, sie bzw. die Lage des Bildstockes ist in historischen Landkarten dokumentiert. Beim Antonikreuz kreuzten einander die (in der Natur an dieser Stelle nicht mehr erkennbare) Straße von Bruck an der Leitha nach Ungarn und die Straße vom Neusiedler See nach Norden (heute Richtung Neuhof und Potzneusiedl), ehe die Straße von Bruck weiter südlich über Parndorf geführt wurde.                                                                               | BDA-Hist.: Q38058249 Status: Bescheid Stand der BDA-Liste: 2025-06-30 Name: Antonisäule/-kreuz GstNr.: 1263 Antonikreuz Parndorf |
| ja   | Datei hochladen | Pestkapelle, Rochuskapelle HERIS-ID: 10113 Objekt-ID: 6166                                             | Bruckerstraße 38, südwestlich Standort KG: Parndorf                                                    | Pestkapelle in barockem Stil mit hohem geschweiften Giebel. | BDA-Hist.: Q38057906 Status: § 2a Stand der BDA-Liste: 2025-06-30 Name: Pestkapelle, Rochuskapelle GstNr.: 889/1 Rochuskapelle (Parndorf) |
| ja   | Datei hochladen | Kath. Pfarrkirche hl. Ladislaus HERIS-ID: 10109 Objekt-ID: 6162                                        | Hauptstraße 115 Standort KG: Parndorf                                                                  | Die Kirche wird als Nachfolgerin einer St.-Benedikts-Kirche betrachtet, die urkundlich 1430 erwähnt ist. Der Wechsel des Patroziniums erfolgte mit der Neugründung der Pfarre 1572. Der Turm steht auf einem romanischen Fundament, das teilweise in das 12.–13. Jahrhundert datiert wird (Strebepfeiler später). Das Kirchenschiff wurde von 1716 bis 1718 nach Plänen von Lucas von Hildebrandt erbaut. Von 2008 bis 2013 wurde die illusionistische Wandmalerei des Malers Johann Gfall aus 1768/1769 freigelegt und restauriert. | BDA-Hist.: Q18172002 Status: § 2a Stand der BDA-Liste: 2025-06-30 Name: Kath. Pfarrkirche hl. Ladislaus GstNr.: 600 Pfarrkirche Parndorf |
| ja   | Datei hochladen | Pfarrhof HERIS-ID: 10110 Objekt-ID: 6163                                                               | Hauptstraße 115 Standort KG: Parndorf                                                                  | Verwaltungsgebäude (Pfarrhof) aus der Erbauungszeit der Pfarrkirche im 18. Jahrhundert. | BDA-Hist.: Q38057863 Status: § 2a Stand der BDA-Liste: 2025-06-30 Name: Pfarrhof GstNr.: 601, 602 Pfarrhof Parndorf |
| ja   | Datei hochladen | Graf Harrach’sche Gruftkapelle hl. Kreuz HERIS-ID: 10111 Objekt-ID: 6164                               | bei Hauptstraße 115 Standort KG: Parndorf                                                              | Die Gruftkapelle ist dem Hl. Kreuz geweiht und 1826 datiert. Sie bildet ein Familiengrab der gräflichen Familie Harrach. | BDA-Hist.: Q38057882 Status: § 2a Stand der BDA-Liste: 2025-06-30 Name: Graf Harrach’sche Gruftkapelle hl. Kreuz GstNr.: 601 Grabkapelle Harrach, Parndorf |
| ja   | Datei hochladen | Kruzifix (Friedhofskreuz) HERIS-ID: 10112 Objekt-ID: 6165                                              | Hauptstraße 115 Standort KG: Parndorf                                                                  | Steinkreuz an der Südostseite der Pfarrkirche. | BDA-Hist.: Q38057893 Status: § 2a Stand der BDA-Liste: 2025-06-30 Name: Kruzifix (Friedhofskreuz) GstNr.: 600 Friedhofskreuz Pfarrkirche, Parndorf |
| ja   | Datei hochladen | Pest-/Dreifaltigkeitssäule HERIS-ID: 10117 Objekt-ID: 6170                                             | bei Hauptstraße 84 Standort KG: Parndorf                                                               | Standbild der Hl. Dreifaltigkeit aus 1874 auf einer Säule im nördlichen Teil des (verbauten) Angers von Parndorf, südlich der Pfarrkirche (ein ähnliches, ebenfalls im Dehio-Handbuch erwähntes Standbild befindet sich nördlich davon im Ortsteil Wunkau an der Hauptstraße beim Gebäude der Feuerwehr). | BDA-Hist.: Q38058016 Status: § 2a Stand der BDA-Liste: 2025-06-30 Name: Pest-/Dreifaltigkeitssäule GstNr.: 562/1 Dreifaltigkeitssäule Hauptstraße, Parndorf |
| ja   | Datei hochladen | Bunkeranlage Ungerberg HERIS-ID: 112003seit 2024                                                       | südöstlich Parndorferstraße 51, an der Budapester Straße B10 Standort KG: Bruckneudorf, 32020 Parndorf | Die Bunkeranlage ist eine Verteidigungslinie, die 1959/60 im Zuge des Kalten Krieges erbaut wurde, und nunmehr als Freilichtmuseum dient. Anmerkung: Die Bunkeranlage befindet sich unterhalb des Geißbergs hauptsächlich im Gebiet der Gemeinde Parndorf, der Zugang erfolgt über die Gemeinde Bruckneudorf. | BDA-Hist.: Q18018888 Status: Bescheid Stand der BDA-Liste: 2025-06-30 Name: Bunkeranlage Ungerberg GstNr.: 1635, 3053, 3057, 3062/2, 3062/3 Bunkeranlage Ungerberg |
| ja   | Datei hochladen | Tabernakelbildstock HERIS-ID: 10115 Objekt-ID: 6168                                                    | Ried Draska Standort KG: Parndorf                                                                      | Bildstock mit aus dem Jahr 1696 datierter Inschrift in einem Feld westlich von Parndorf. | BDA-Hist.: Q38057924 Status: Bescheid Stand der BDA-Liste: 2025-06-30 Name: Tabernakelbildstock GstNr.: 916 Tabernakelbildstock Ried Draska, Parndorf |
| ja   | Datei hochladen | Immaculatasäule HERIS-ID: 10119 Objekt-ID: 6172                                                        | Wassergrund Standort KG: Parndorf                                                                      | Standbild der Hl. Maria aus 1733, renoviert 1937. Das Denkmal befand sich ursprünglich vor dem Schloss Parndorf im Süden des Ortes. Es wurde nach der Abtragung des Schlosses 1982 an den Standort am Wassergrund versetzt. | BDA-Hist.: Q38058114 Status: § 2a Stand der BDA-Liste: 2025-06-30 Name: Immaculatasäule GstNr.: 380/4 Immaculatasäule Wassergrund, Parndorf |
| ja   | Datei hochladen | Schanzwerk und Befestigungsanlage (Teilbereich der Kuruzzenschanze) HERIS-ID: 111278 Objekt-ID: 129071 | Standort KG: Parndorf                                                                                  | Die Befestigungsanlage (Erdwall mit Palisaden und kleinen Forts) wurde in den Jahren 1703/04 erbaut und bis zum Ende des 18. Jahrhunderts betrieben. Der Wall sollte die kaiserlichen Truppen der Habsburger im Kampf gegen die Kuruzzen unterstützen – bäuerliche Aufständische aus Ungarn im Gefolge des Aufstandes von Franz II. Rákóczi (1704–1711) – und den Zugang von Ungarn nach Wien sperren. Seine Anlage im Norden von Parndorf ist als Erdwall noch über einige Kilometer gut zu erkennen. Die Schanze setzt sich in Neusiedl am See fort. Anmerkung: Bis 2015 unter der ID 129072 mit teilweise anderen GStNrn. geschützt. | BDA-Hist.: Q64692151 Status: Bescheid Stand der BDA-Liste: 2025-06-30 Name: Schanzwerk und Befestigungsanlage (Kuruzzenschanze) GstNr.: 2178/4, 2385/42, 2178/2, 2381, 2177/2, 2180/2, 2179/3, 2176/2, 2380/3, 2163/2, 2385/66, 2385/39, 2179/4 Kuruzzenschanze, Austria |